# Arthur C. Brooks
Arthur C. Brooks (nacido el 21 de mayo de 1964) es un autor, orador público y académico estadounidense. 
Desde 2019, Brooks se ha desempeñado como profesor Parker Gilbert Montgomery de Práctica de Liderazgo Público y sin Fines de Lucro en la Escuela Kennedy de Harvard y como profesor de Práctica de Gestión y miembro de la facultad en la Escuela de Negocios de Harvard.  Anteriormente, Brooks se desempeñó como el undécimo presidente del American Enterprise Institute. Es autor de trece libros, entre ellos Build the Life You Want: The Art and Science of Getting Happier con la coautora Oprah Winfrey (2023), From Strength to Strength: Finding Success, Happiness and Deep Purpose in the Second Half of Life (2022), Love Your Enemies (2019), The Conservative Heart (2015) y The Road to Freedom (2012). Desde 2020, escribe la columna Cómo construir una vida sobre la felicidad en The Atlantic. Brooks está involucrado con el Opus Dei.

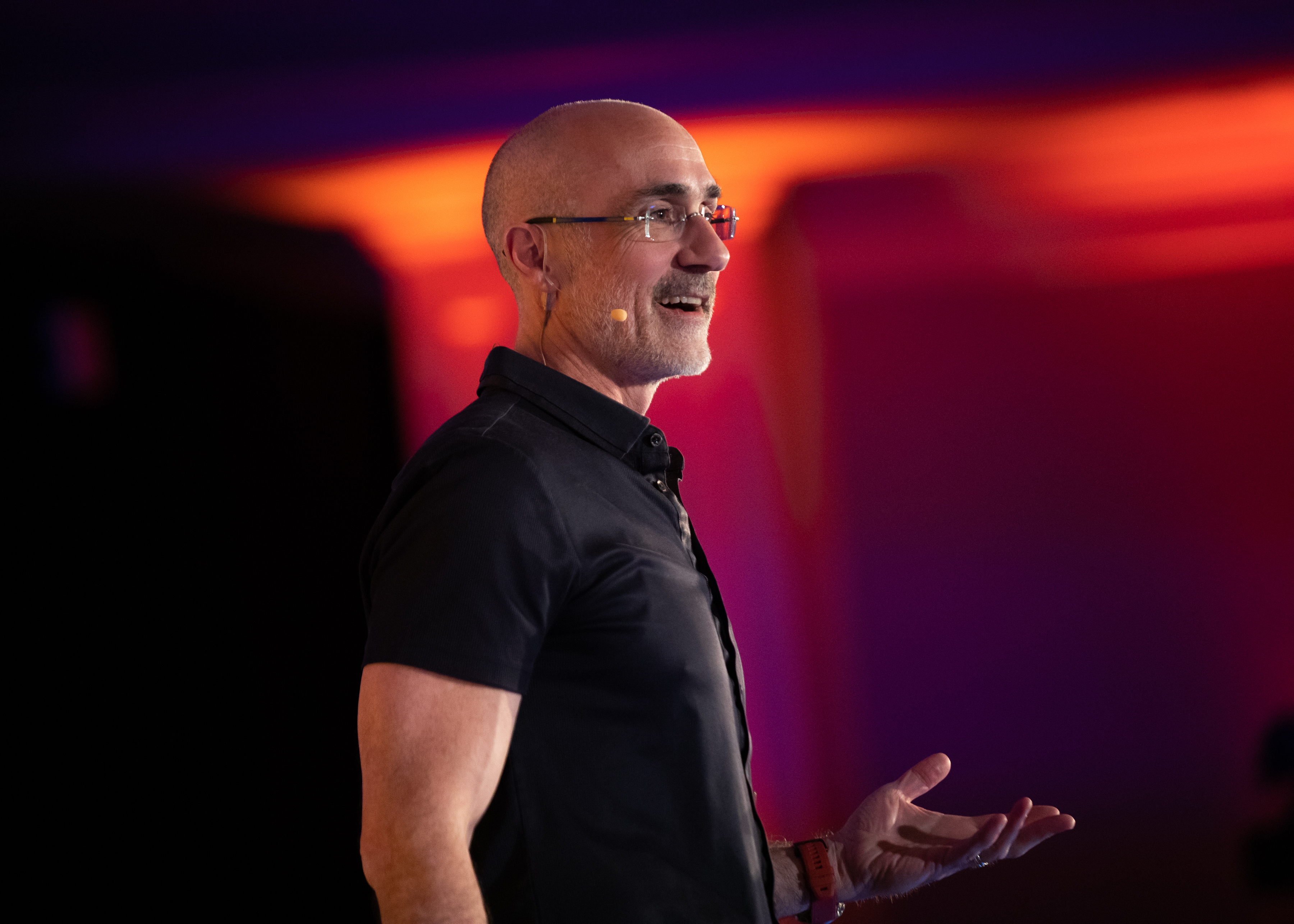
Brooks en la conferencia "En busca de la felicidad" de 2022 de The Atlantic

## Infancia y educación
Brooks nació el 21 de mayo de 1964  en Spokane, Washington, hijo de David C. Brooks, un profesor de matemáticas, y Jacqueline Brooks, una artista. Cuando era muy joven, su familia se trasladó a Seattle, donde pasó su infancia. 
Brooks estudió en el Instituto de las Artes de California, pero después de ser puesto en período de prueba académica en sus primeros años y de declinar una oferta para trasladarse al Curtis Institute of Music, se marchó para ser un cornista francés profesional a principios de los treinta años, gran parte con la City Orchestra de Barcelona. 
Brooks volvió a la escuela a finales de sus veinte años para obtener una licenciatura en economía, a través del aprendizaje a distancia, de Thomas Edison State College,  mientras continuaba su trabajo como músico profesional. Luego obtuvo un master en economía en la Florida Atlantic University mientras trabajaba a tiempo completo.
En 1998, Brooks obtuvo su M. Phil. y Ph.D. en análisis de políticas públicas de la RAND Graduate School de Santa Monica, California, mientras trabajaba en la RAND Corporation como analista de investigación de operaciones militares para el Project Air Force.

## Carrera

### Universidad Estatal de Georgia y Universidad de Syracuse
Brooks empezó su carrera académica en 1998 en la Universidad Estatal de Georgia como profesor ayudante de administración pública y economía. De 2001 a 2008, enseñó en la Universidad de Syracuse, donde fue nombrado profesor titular en 2006, y fue nombrado profesor Louis A. Bantle de Política empresarial y gubernamental en 2007. Tuvo una cita conjunta en la Maxwell School of Citizenship and Public Affairs y en Martin J. Whitman School of Management.   Durante su mandato en Syracuse, Brooks publicó más de 60 artículos revisados por pares y cuatro libros. 

### Instituto Americano de Empresa
De 2009 a 2019, Brooks ejerció como 11º presidente y Beth and Ravenel Curry Scholar en Free Enterprise para el American Enterprise Institute (AEI).  En 2018, anunció su dimisión de AEI, escribiendo en un artículo de opiniones del Wall Street Journal que "las empresas sociales por lo general prosperan mejor cuando los directores ejecutivos no se quedan mucho más de una década, porque es importante actualizar la visión de la organización periódicamente y evitar asociarse únicamente con una persona". 

### Universidad de Harvard
Desde 2019, Brooks es profesor en la Harvard Business School y en la Harvard Kennedy School, donde dirige el Laboratorio de Liderazgo y Felicidad del Center for Public Leadership.  Su clase "Liderazgo y felicidad" en la Harvard Business School ha ganado una inmensa popularidad y atención a la prensa.  También ha sido miembro senior del Abigail Adams Institute.

## Libros publicados e investigación
En septiembre de 2023, Brooks, junto con la coautora Oprah Winfrey, publicaron Build the Life You Want: The Art and Science of Getting Happier, que debutó en el número 1 de la lista de best-sellers del New York Times. 

### La madurez inteligente
En febrero de 2022, Brooks publicó From Strength to Strength: Finding Happiness, Success, y Deep Purpose en el Second Half of Life. Este libro se ha traducido al catalán como Més i Més Forts i al castellano como La Madurez Inteligente. Las ideas de Brooks sobre la investigación de la felicidad sobre profesionales del envejecimiento se presentaron por primera vez al público en un artículo del Atlántico de 2019, "Tu declive profesional llega (mucho) más bien de lo que piensas".  From Strength te lo Strength debutó en el número 1 de la lista de best-sellers del New York Times, donde permaneció durante varios meses.  Recibió una atención generalizada, incluida de Oprah Winfrey,  que recomendó el libro, y fue avalado por el Dalai Lama. 

### Investigación de la felicidad
Brooks intensificó su estudio sobre la felicidad tras dejar la AEI e incorporarse a Harvard, donde impartía clases sobre el tema. Además, escribía semanalmente en The Atlantic e inició podcasts como The Art of Happiness, centrados en la felicidad. 

### Amarrar sus enemigos
En 2019, Brooks publicó Love Your Enemies: How Decent People Can Save America from the Culture of Contempt, un libro que presenta un antídoto a la cultura política tóxica que observó en Estados Unidos, especialmente después de las elecciones de 2016. Basándose en la investigación del comportamiento, la filosofía antigua y su experiencia como presidente de la AEI, Brooks defiende la importancia de fomentar una cultura de amor y desacuerdo respetuoso para avanzar política y económicamente. La obra fue un éxito de ventas a nivel nacional y fue incluida en la lista de "Top Books of 2019" de Politico. 

### La persecución
Brooks fue el tema del documental de 2019 The Pursuit. Esta película sigue a Brooks en todo el mundo mientras busca respuestas a los problemas de la pobreza global. 

## Premios y reconocimientos
Brooks ha sido galardonado con doctorados honoris causa del Providence College  5082 y la Universidad de Jacksonville en 2018. Thomas Edison State College en 2013. 

## Vida personal
Brooks está casado con Ester Munt-Brooks, nacida en Barcelona. Tienen tres hijos adultos, dos jóvenes y dos nietos. Viven en Massachusetts.